# Heterobranchia
Heterobranchia ist die wissenschaftliche Bezeichnung für die Schnecken-Überordnung der Verschiedenkiemer. Diese Überordnung ist ein zentrales Taxon in der Systematik der Schnecken (Gastropoden), das nicht nur sehr viele, sondern auch sehr verschiedene Arten von Meeres-, Süßwasser- und Landschnecken umfasst. Seit J. E. Gray (1840) bekannt, treten die Heterobranchia in angepasster Form in modernen Taxonomien der Schnecken auf, zuletzt als Überordnung in Ponder & Lindberg (1997) und als Klade in der aktuellen Taxonomie von Bouchet & Rocroi (2005).

## Systematik

### Systematik von Ponder & Lindberg (1997)
In der Systematik von Ponder & Lindberg (1997) treten die Heterobranchia nach außen als Überordnung auf. Nach innen gibt es eine Zweiteilung:
- Klasse Gastropoda (Schnecken), G. Cuvier, 1797
  - Unterklasse Orthogastropoda (Echte Schnecken)
  - Teilklasse Apogastropoda, L. Salvini-Plawen & G. Haszprunar, 1987
    -       - Überordnung Caenogastropoda, Cox, 1960
      - Überordnung Heterobranchia (Verschieden-Kiemer), J. E. Gray, 1840
        - Ordnung Heterostropha (Verschieden-Dreher), P. H. Fischer, 1885
        - Ordnung Opisthobranchia (Hinterkiemerschnecken), H. Milne Edwards, 1848
        - Ordnung Pulmonata (Lungenschnecken), G. Cuvier in H.M.D. de Blainville, 1814

### Systematik von Bouchet & Rocroi (2005)
In der Systematik von Bouchet & Rocroi (2005) treten die Heterobranchia nach außen als ein Cladus auf. Nach innen gibt es eine Dreiteilung:
- Klasse Gastropoda
  - Klade, ausgestorbene Paläozoische Weichtiere mit ungesicherter Zuordnung
  - Klade, ausgestorbene Basal Taxa mit gesicherter Zuordnung zu den Schnecken
  - Klade Patellogastropoda (Napfschnecken)
  - Klade Vetigastropoda
  - Klade Cocculiniformia
  - Klade Neritimorpha
  - Klade Caenogastropoda
  - Klade Heterobranchia (Verschieden-Kiemer)
    - informelle Gruppe Niedere Heterobranchia
    - informelle Gruppe Opisthobranchia (Hinterkiemer)
    - informelle Gruppe Pulmonata (Lungenschnecken)